# لیتل چالفونت
latitudeلیتل چالفونتlongitudeلیتل چالفونت
لیتل چالفونت (به انگلیسی: Little Chalfont) یک روستا در انگلستان است که در باکینگهام‌شر واقع شده‌است.

## خصوصیات
لیتل چالفونت ۶٬۰۱۳ نفر جمعیت دارد.